# Sint-Franciscusgesticht (Oudewater)
Het Sint-Franciscusgesticht is een voormalig zustergesticht, pensionaat en school in Oudewater in de Nederlandse provincie Utrecht.
In september 1857 kwamen er vanuit Bennebroek enkele zusters Franciscanessen naar Oudewater. Het Franciscusgesticht werd gebouwd in 1887. Architect Evert Margry (ook verantwoordelijk voor de naastgelegen Franciscuskerk) ontwierp een gebouw met twee vleugels in neogotische stijl. In de vleugel aan de Kapellestraat woonden de Zusters Franciscanessen. In de vleugel aan de Kloosterstraat waren de school en het pensionaat voor oude mensen gevestigd.
In 1971 weken de zusters, vanwege een verminderend aantal, uit naar enkele naastgelegen huizen. De vleugel aan de Kloosterstraat heeft plaats gemaakt voor woningbouw. De resterende vleugel aan de Kapellestraat is een gemeentelijk monument. Deze zijn tot 1998 bewoond geweest door de nonnen. Sinds 1978 deed het gebouw dienst als huisvesting voor de gemeenteambtenaren. In de jaren ‘90 werd een nieuw stadskantoor gerealiseerd aan de Waardsedijk. Sindsdien is het pand in gebruik als kantorencomplex. 
In 2007 werd door Ria Mulder tijdens het archiveren een dagboek aangetroffen dat het laatste oorlogsjaar beschrijft.